# Тень ворона
«Тень ворона» (исл. Í skugga hrafnsins) — фильм исландского режиссёра Храбна Гюднлёйгссона, снятый в 1988 году. Не являясь непосредственным продолжением фильма «Полёт ворона», фильм тем не менее является следующим в серии фильмов, снятых Храбном о викингах Исландии. В главной женской роли снялась сестра режиссёра Тинна Гюднлёйгсдоттир.

## Сюжет
Исландия, 1077 год. На родину возвращается молодой викинг Траусти, который сразу оказывается вовлечён в кровавую распрю между своим кланом и кланом Эрика. В стычке Эрик погибает, а юноша спасает из горящего дома его дочь Изольду, однако та обвиняет Траусти в смерти отца. Ситуация усугубляется тем, что молодая женщина является невестой сына епископа.
Судьей в конфликте выбирают епископа, который заставляет Траусти биться со своим сыном Хьёрлейфуром. Юноше удаётся победить, при этом он щадит противника, после чего отношение девушки к Траусти резко меняется — она даже хочет стать его женой. На совете девушка требует от викинга отдать ей всё своё имущество, замечая при этом, что тот, кто жертвует всем, может получить всё. Траусти соглашается, тогда Изольда объявляет об их помолвке.
Епископ соглашается на брак, но подговаривает Грима украсть дочь Изольды Сол и сжечь имение Траусти. При этом погибает и Изольда. Юноше же удаётся выжить, тогда Хьёрлейфур пытается сварить его в кипящей воде бани, построенной на гейзере. В финале между викингами происходит новый поединок, во время которого сын епископа погибает. Траусти удочеряет Сол.

## В ролях
- Рейн Бринолфссон — Траусти
- Тинна Гюднлёйгсдоттир — Изольда
- Эгилль Олафссон — Хьёрлейфур
- Суне Мангс — епископ
- Кристбьорг Кьельд — Сигрид
- Клара Ирис Вигфусдоттир — Сол, дочь Изольды
- Хельги Скуласон — Грим
- Иоганн Нойман — Леонардо
- Хельга Бахман — Эдда
- Сигурдур Сигурьонссон — Эгилль
- Свейдн М. Эйдссон — Кетилль
- Флоси Олафссон — Эрикур
- Гудмунда Элиасдоттир — Фостра
- Рюрик Харальдссон — законник
- Ричард Каллен — крестьянин
- Гуннар Йонссон — монах
- Кетилль Ларсен — помощник законника

## Награды
- 1988 European Film Awards
  - номинация в категории «Лучшая актриса» (Tinna Gunnlaugsdóttir)
  - номинация в категории «Лучший актёр второго плана» (Helgi Skúlason)